# Cloacothermie
La cloacothermie est l'utilisation de la chaleur des eaux usées pour chauffer un réseau de chaleur, généralement grâce à l'utilisation d'une pompe à chaleur. Les eaux usées utilisées comme source chaude sont généralement prélevées dans les égouts, ce qui explique le nom, cloaque  étant le terme désignant les égouts de Rome.

## Principe
Les eaux usées rejetées dans les égouts présentent généralement une température comprise entre 15° et 35° C, dépendant des installations branchées sur le réseau, de l'usage et de la densité du bâti. En parallèle, les besoins énergétiques des bâtiments modernes ou rénovés sont moindres, ceux-ci étant plus performants. L'utilisation d'une source à une température modérée peut être dans ce cas suffisante pour les besoins des bâtiments.
La cloacothermie est ainsi une forme de récupération de chaleur fatale, dont l'utilisation est de plus en plus étudiée depuis les années 2010 et 2020.

## Réalisations
Les premières réalisations dans ce domaine sont menées en Allemagne, en Autriche, au Canada et en Suisse. Plus particulièrement, à Vienne, le réseau des égouts est utilisé comme boucle d'eau tempérée servant au chauffage hivernal et à la climatisation estivale. Au début des années 2010, la France lance des premières réalisations ainsi que des recommandations en ce sens, notamment dans le cadre de la RT2012.
Une des premières installations françaises de ce type est mise en place en 2010 à Levallois-Perret pour chauffer la piscine municipale. L'investissement de 474 000 euros a pour but de réduire la consommation énergétique de 24 %, les émissions de gaz à effet de serre de deux tiers et d'être rentabilisé en dix ans,.
En juin 2025, la Métropole de Lyon développe ce système pour chauffer le futur écoquartier de la Saulaie à Oullins.